# Vicente Escudero Esquer
Vicente Escudero Esquer (Orihuela, 1921 – Orihuela, 26 de enero de 2006) fue un médico y político español, miembro del Comité Federal del Partido Socialista Obrero Español (PSOE) y alcalde de su ciudad natal entre 1983 y 1986.

## Biografía
Vinculado a la política desde temprana edad (su padre, el abogado José Escudero Bernícola, fue gobernador civil de Salamanca, Zamora y Granada bajo la Segunda República, y su tío, el médico Alberto Escudero Bernícola fue alcalde de Orihuela entre 1932 y 1933), su primera inclinación fue, sin embargo, hacia el ejercicio de la medicina, iniciándose su vocación por esta disciplina durante la Guerra Civil, cuando se empleó como auxiliar sanitario ayudando a su tío, a la sazón cirujano de urgencias en el Hospital número 2 de Madrid, a atender a los heridos del frente republicano. Durante el período de guerra, entabló amistad con el poeta oriolano Miguel Hernández. Cuando éste regresó a España, en octubre de 1937, procedente de la Unión Soviética ―donde había viajado en representación del Ministerio de Instrucción Pública del Gobierno republicano, junto con otros cinco intelectuales y artistas, para asistir en Moscú al V Festival de Teatro Soviético―, el joven Escudero formó parte del grupo de amigos y conocidos que acudió a la estación ferroviaria de Alicante para recibir al poeta y acompañarle en su regreso a Orihuela.
Con la rendición del bando republicano, la familia Escudero Esquer experimentó las consecuencias de la derrota y el exilio forzoso: el cabeza de familia, José Escudero Bernícola, que había sido un activo militante socialista, se vio obligado a dejar a su familia para embarcarse, el 28 de marzo de 1939 (el mismo día que entraban las tropas de Franco en Madrid), en el carguero inglés Stanbrook, que zarpó del puerto de Alicante rumbo a Orán (Argelia francesa) con 2600 exiliados republicanos a bordo.
Tras finalizar la contienda, Escudero estudió Medicina en la Universidad de Salamanca, y en esta misma ciudad contrajo matrimonio. Detenido en Madrid por las autoridades del régimen franquista, fue trasladado a su ciudad natal, donde permaneció cerca de un año encarcelado en el Seminario Diocesano de San Miguel, entonces reconvertido en prisión. Una vez recobrada la libertad, comenzó a ejercer de manera semiclandestina como médico rural, recorriendo con una moto Lambretta las numerosas y dispersas pedanías del extenso municipio de Orihuela para pasar consulta, frecuentemente de forma gratuita, a los pacientes más humildes. Tras sus intensas jornadas de trabajo por las pedanías oriolanas, se reunía clandestinamente con militantes socialistas, comunistas y anarquistas en el Convento de San Francisco, y aún encontraba tiempo para visitar a las monjas agustinas en el Convento de San Sebastián.

## Actividad política en la Transición
En abril de 1975 fue, como miembro de la Junta Democrática de la Provincia de Alicante, uno de los convocantes de la primera manifestación contra la dictadura franquista que tuvo lugar en la provincia de Alicante. La marcha en pleno centro de la capital alicantina, a la que se sumaron casi tres mil personas y que acabó con 33 detenidos, tuvo su continuidad en la constitución de la comisión permanente de la Junta, integrada por representantes de partidos políticos de la izquierda, sindicatos, asociaciones, docentes, estudiantes, independientes, profesionales, feministas y colectivos vecinales, entre ellos la Asamblea Democrática de Orihuela, a la que representó el propio Escudero.
Tras el fin de la dictadura y la reinstauración de la democracia en España, ejerció como cirujano y psiquiatra en la sanidad pública y fue uno de los fundadores de la agrupación socialista de Orihuela en 1977. Además, llegó a ser el primer (y hasta la fecha único) oriolano miembro del Comité Federal del PSOE, pero presentó su dimisión en abril de 1978, junto con otros dos miembros del citado órgano, en protesta por la designación del alicantino Alberto Pérez Ferré como candidato socialista a cubrir un escaño vacante en el Senado.
En las primeras Elecciones municipales democráticas celebradas tras la muerte de Franco (3 de abril de 1979), Escudero fue uno de los cinco ediles socialistas que resultaron elegidos en Orihuela, si bien los comicios los ganó la Unión de Centro Democrático (UCD) con mayoría absoluta. En noviembre de 1982, el PSPV-PSOE, segunda fuerza política municipal, se vio beneficiado por la grave crisis interna que vivía la UCD, ya en descomposición: el hasta entonces alcalde por este partido, Francisco García Ortuño, renunció al cargo y provocó una escisión en su grupo municipal. Se convocó un pleno extraordinario para elegir nuevo alcalde y resultó elegido el candidato del PSPV-PSOE, Antonio Lozano Espinosa, gracias a los votos de su grupo, de los dos ediles comunistas y de los siete concejales (entre ellos el exalcalde García Ortuño) que se habían escindido de UCD formando el Grupo Mixto. El nuevo equipo de Gobierno municipal socialista, con Lozano Espinosa y Escudero a la cabeza, se encontró un consistorio en una delicada situación financiera: la deuda del municipio (que por aquel entonces contaba con unos 49 800 habitantes) ascendía a 800 millones de pesetas de la época y había cobros pendientes por valor de 500 millones. Finalmente, la deuda pudo reducirse a la mitad en apenas nueve meses.

## Período como alcalde
El 8 de mayo de 1983 concurrió a la segunda convocatoria de Elecciones municipales como cabeza de lista del PSPV-PSOE y, aunque no ganó (la lista más votada fue, por un escaso margen de apenas 22 sufragios, la de la coalición conservadora-regionalista integrada por Alianza Popular, Partido Demócrata Popular, Unión Liberal y Unión Valenciana), logró para su formación, con nueve ediles (los mismos que el partido ganador de los comicios), el mejor resultado electoral cosechado en el municipio oriolano en todas las convocatorias de Elecciones municipales democráticas. Gracias al apoyo de la tercera fuerza municipal, el Centro Democrático y Social (CDS), liderada por el exalcalde García Ortuño, Escudero Esquer fue elegido primer edil de su ciudad en sesión de investidura celebrada el 23 de mayo del citado año, sucediendo en el cargo a su compañero de partido Antonio Lozano Espinosa. Entre las actuaciones más destacadas de su mandato se cuentan la recuperación de la casa natal del poeta oriolano Miguel Hernández, que fue reconvertida en casa-museo tras permanecer durante décadas en situación de abandono, y la reposición de la Cruz de la Muela, una monumental escultura en hierro forjado de 16 metros de altura, símbolo religioso de la ciudad erigido desde 1942 en lo alto de la sierra de Orihuela, que había sido derribado en la madrugada del 1 al 2 de enero de 1985.
En 1986, los grupos municipales de Alianza Popular y Centro Democrático y Social, que sumaban mayoría en el consistorio, solicitaron la convocatoria de un pleno extraordinario del Ayuntamiento de Orihuela para someter a debate una moción de censura contra Escudero. Al no ser atendida su petición, llevaron el caso a la Audiencia Territorial de Valencia, que dictó una sentencia en la que instaba al alcalde a convocar el pleno en un plazo determinado. Contra el fallo judicial, Escudero interpuso un recurso de apelación ante la Sala Tercera de lo Contencioso-administrativo del Tribunal Supremo, pero al agotarse el plazo otorgado por la Audiencia sin haberse resuelto dicho recurso, dimitió. El pleno extraordinario se celebró el 16 de julio de 1986, cuando todavía restaban once meses para agotar la legislatura, y en el mismo resultó elegido nuevo primer edil el controvertido Luis Fernando Cartagena Travesedo (AP), con el apoyo del CDS. Tres meses después, en octubre, el Tribunal Supremo desestimó el recurso de Escudero, confirmando en todas sus partes la sentencia dictada por la Audiencia Territorial y considerando que había mediado "vulneración del libre ejercicio del derecho proclamado en el artículo 23 de la vigente Constitución" (referido al derecho a la participación en los asuntos públicos). Además, obligaba al recurrente tanto a abonar las costas procesales correspondientes al procedimiento ante la Audiencia como las derivadas del recurso de apelación ante el alto tribunal. En las siguientes elecciones locales, celebradas el 10 de junio de 1987, el PSOE de Orihuela se desplomó, quedando con cuatro ediles de los nueve que tenía, frente a una holgada mayoría absoluta de Alianza Popular.
Durante sus años de dedicación política, Escudero fue un personaje muy apreciado por sus convecinos por su talante abierto, afable y progresista. Falleció en su ciudad natal, el 26 de enero de 2006, a los 85 años de edad. La Corporación municipal de Orihuela, con el entonces alcalde José Manuel Medina Cañizares (PP) al frente, le rindió homenaje y asistió al funeral. En mayo de 2007 se inauguró en la ciudad de Orihuela, por iniciativa de todos los grupos políticos con representación en el consistorio, una calle con el nombre del fallecido exalcalde y un busto en altorrelieve conmemorativo, en un acto que contó con la asistencia de su viuda, Francisca Galante; de sus hijos, el abogado José Vicente Escudero Galante (quien fuera candidato del PSPV-PSOE a la alcaldía de Orihuela en 1991, presidente del Ateneo Cultural Casino Orcelitano desde marzo de 2011 y presidente de la Sociedad del Centro Histórico de Orihuela) y Francisco Escudero Galante (historiador, periodista y escritor), y de los miembros de la Corporación municipal oriolana y del Partido Socialista de Orihuela.
| Predecesor: Antonio Lozano Espinosa | Alcalde de Orihuela 1983-1986 | Sucesor: Luis Fernando Cartagena Travesedo |